# Sergio Sarmiento (periodista)
Sergio Antonio Sarmiento Fernández de Lara (n. Ciudad de México, 23 de octubre de 1953) es un periodista, escritor, filósofo y analista político mexicano.

## Trayectoria
Sergio Sarmiento es hijo de padre español y madre mexicana. Empezó su carrera profesional en la revista Siempre! a los 17 años, cuando era todavía estudiante de preparatoria. Obtuvo la licenciatura en filosofía con honores de la Universidad York de Toronto, Canadá. 
A los 22 años entró a trabajar como redactor en Encyclopedic Britanic Publishers Inc. y dos años más tarde fue nombrado director editorial de las obras en español de la empresa. Dirigió para esta empresa la Enciclopedia Hispánica. 
En 1981, Sarmiento fue colaborador fundador del periódico El Financiero y, en 1994, ingresó al periódico Reforma. Actualmente su columna Jaque Mate se publica en más de 20 diarios mexicanos. A nivel internacional ha escrito para The Wall Street Journal y Los Angeles Times, entre otras publicaciones.
En el campo de los medios electrónicos, Sarmiento ingresó a Grupo Radio Centro en 1983. En 1993, pasó a TV Azteca como comentarista y dos años después fue designado vicepresidente de noticias. En 1998 se le nombró director del comité editorial de noticias. A partir de 1997 Sarmiento es titular del programa "La entrevista con Sarmiento" de ADN 40. Desde 1 de abril de 2005 hasta el 11 de enero de 2019 fue conductor del noticiario de radio "La Red de Radio Red" en su edición matutina con la periodista Guadalupe Juárez, a través de Radio Red FM y Radio Red AM de Grupo Radio Centro. Y también fue conductor el noticiero de la tarde en Radio Centro Noticias 97.7 desde el 14 de enero hasta el 24 de junio de 2019 desde que anunció su salida de Grupo Radio Centro. El 25 de junio de 2019 se cambia a Heraldo Media Group en su noticiario matutino "Sergio y Lupita", a través por El Heraldo Radio. Además es analista político en el programa Tercer Grado de Televisa hasta el 2024.
Es miembro del Grupo Media Leaders del Foro Económico Mundial de Davos e investigador adjunto del Centro de Estudios Estratégicos Internacionales (CSIS), de Washington D. C., Estados Unidos.

## Controversias

### Información vs especulación
En torno a los rumores de infarto del Presidente López Obrador durante su tercer contagio de Covid en abril de 2023, Sergio Sarmiento sostuvo en una mesa de debate pública dentro del programa de opinión Tercer Grado, que cuando un medio no tiene información confirmada puede entonces especular, en un intento por justificar los contenidos sin rigor en los medios de comunicación, como fue el caso mencionado y que al final resultó falso.
La afirmación generó reacciones adversas por diversos periodistas del medio dado que los medios tienen una responsabilidad en sí mismos, si es que periodismo se hace, de confirmar lo publicado en sus páginas.

## Premios y reconocimientos
Sarmiento tiene la condecoración de Caballero de la orden de las letras y las artes de Francia.
En el 2003 se le concedió el Premio Antena por trayectoria profesional, máximo galardón de la Cámara de la Industria de la Radio y la Televisión.
El 19 de junio de 2013 Sarmiento recibió el premio Pedro Sarquis Merrewe en su XIII entrega anual junto a la pianista Daniela Liebman y al comunicador Ciro Gómez Leyva quienes también fueron reconocidos por la fundación jalisciense.